# Karl Messow
Karl Messow (* 19. Oktober 1802 in Brandenburg; † 11. März 1840 in Stuttgart) war ein deutscher Buchhändler, Redakteur und Herausgeber.

## Leben
Karl Messow war Sohn eines Tuchmachers und wuchs unter ärmlichen Verhältnissen auf.
Er besuchte die Bürgerschule in Brandenburg. Weil ihm seine Eltern aufgrund der finanziellen Situation kein Studium ermöglichen konnten, verließ er die Schule in der 7. Klasse und trat am 1. Januar 1817 in Brandenburg in der Buchhandlung Wiesike eine Buchhändlerlehre an. 1822 verließ er das Geschäft, um in die Dyk’sche Buchhandlung in Leipzig einzutreten. Dort blieb er einige Jahre und ging dann zur Trachsler’schen Buchhandlung nach Zürich. Dort wurde ihm bereits nach kurzer Zeit die Leitung des Geschäftes überlassen. Der Geschäftsinhaber Johann Georg Trachsler beteiligte ihn als Kompagnon am Geschäft und nach dem Tod des Geschäftsinhabers 1832 übernahm er das Geschäft käuflich. Aufgrund der politischen Entwicklung in der Schweiz in den 1830er Jahren und den daraus entstandenen Vorbehalten gegenüber Ausländern, entwickelte sich die geschäftliche Situation so negativ, dass er seinen Verbindlichkeiten nicht mehr nachkommen konnte und er 1834 das Geschäft aufgab.
Ende 1836 siedelte er nach Stuttgart über und wurde Geschäftsführer im Stuttgarter Verlagsgeschäft von Carl Hoffmann (1802–1883), für dessen Bruder Franz Hoffmann er bereits vorher in St. Gallen tätig war.
1838 gründete Karl Messow die Süddeutsche Buchhändlerzeitung. Sie war das erste Blatt, das ausschließlich den Interessen des Buchhandels gewidmet war. Neben der Leitung seiner Zeitung war er auch mit Arbeiten für das Adressbuch für den süddeutschen Buchhandel sowie für die Buchhandlungsverzeichnisse Nord- und Süddeutschlands tätig.
Aufgrund eines Schlaganfalles verstarb er in Stuttgart kurz vor Reiseantritt zu seinen Eltern. Der Nekrolog wurde von Julius Springer, dem Begründer des Springer-Verlages, verfasst.

## Werke
- Schweizerischer Stundenzeiger. Zürich.